# Pelegrina aeneola
Pelegrina aeneola là một loài nhện trong họ Salticidae.
Loài này thuộc chi Pelegrina. Pelegrina aeneola được Curtis miêu tả năm 1892.

## Hình ảnh

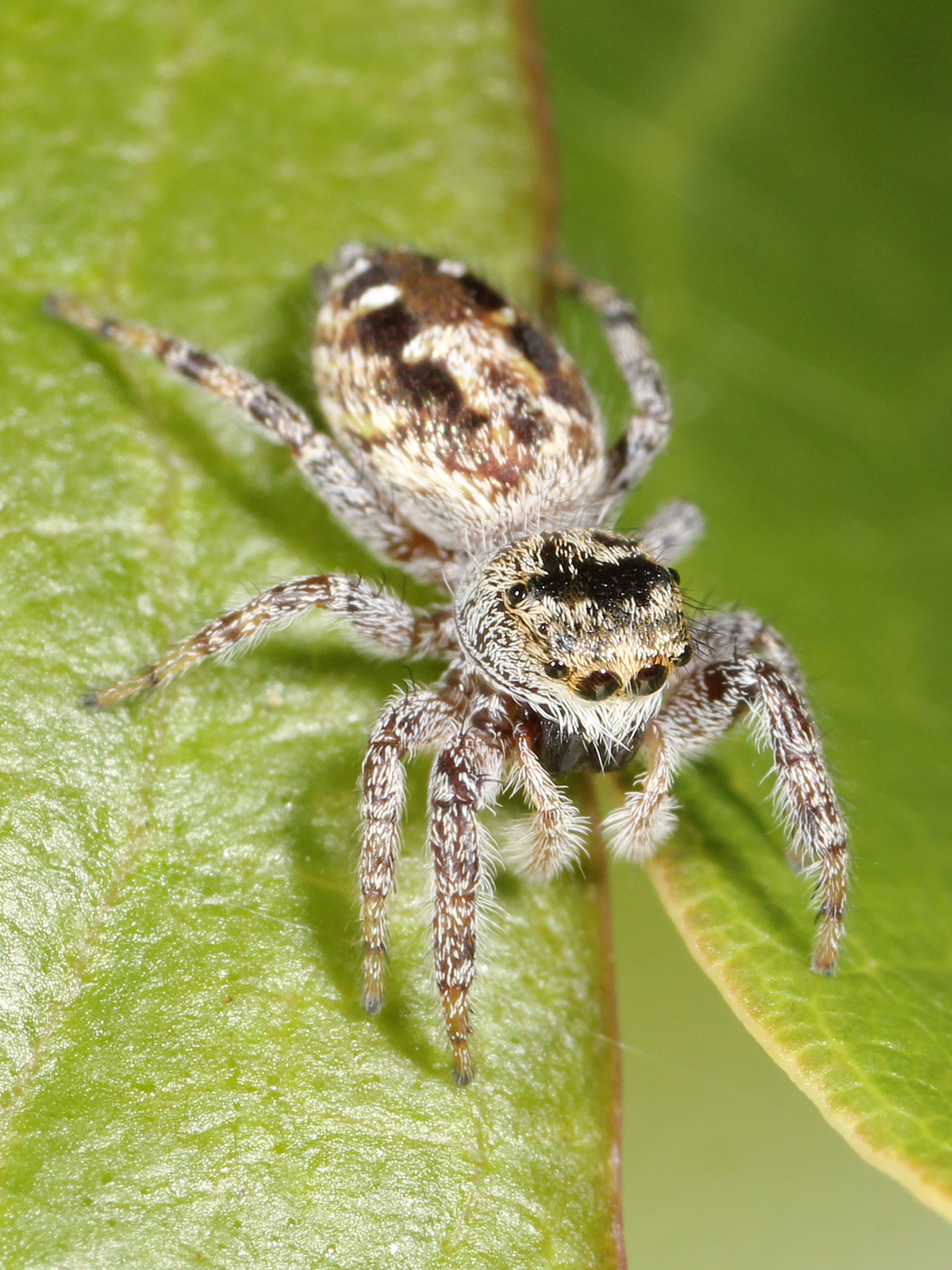
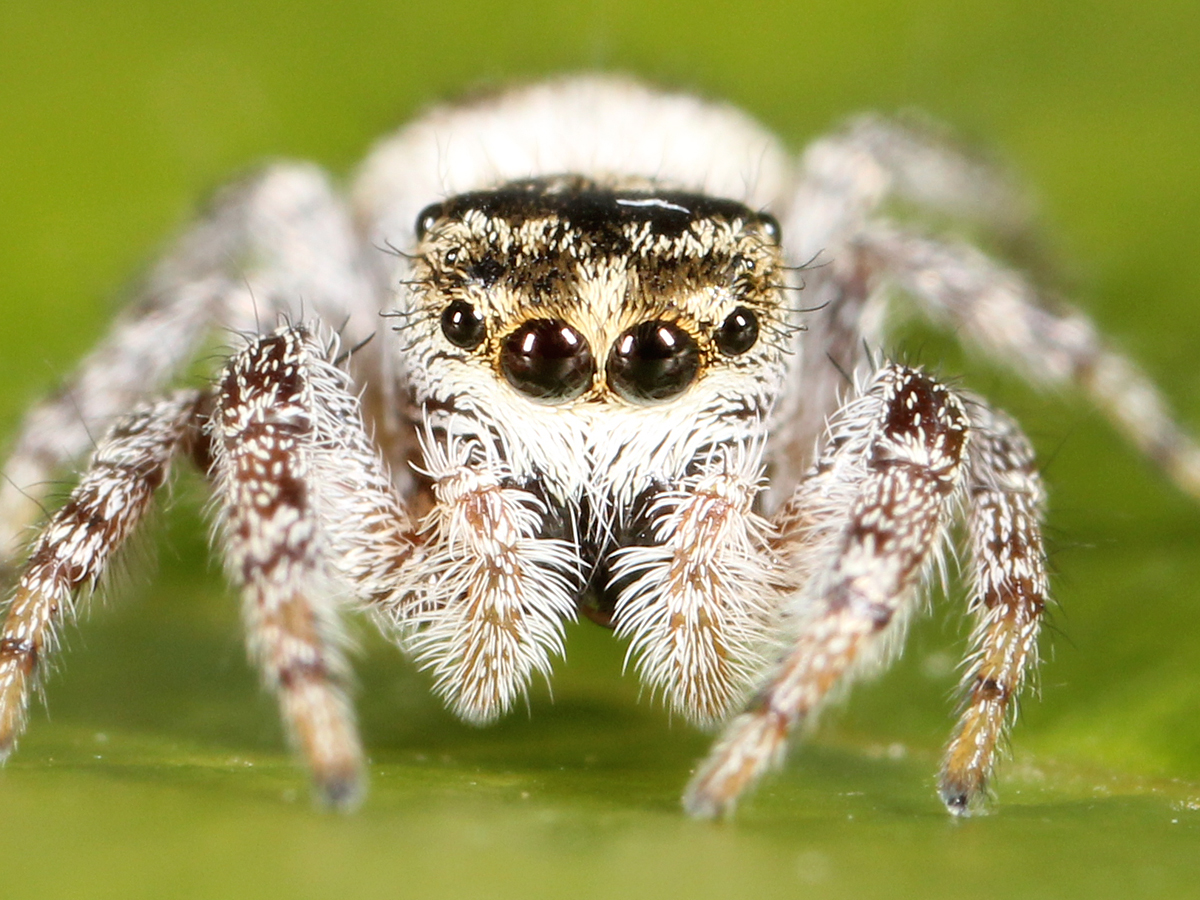
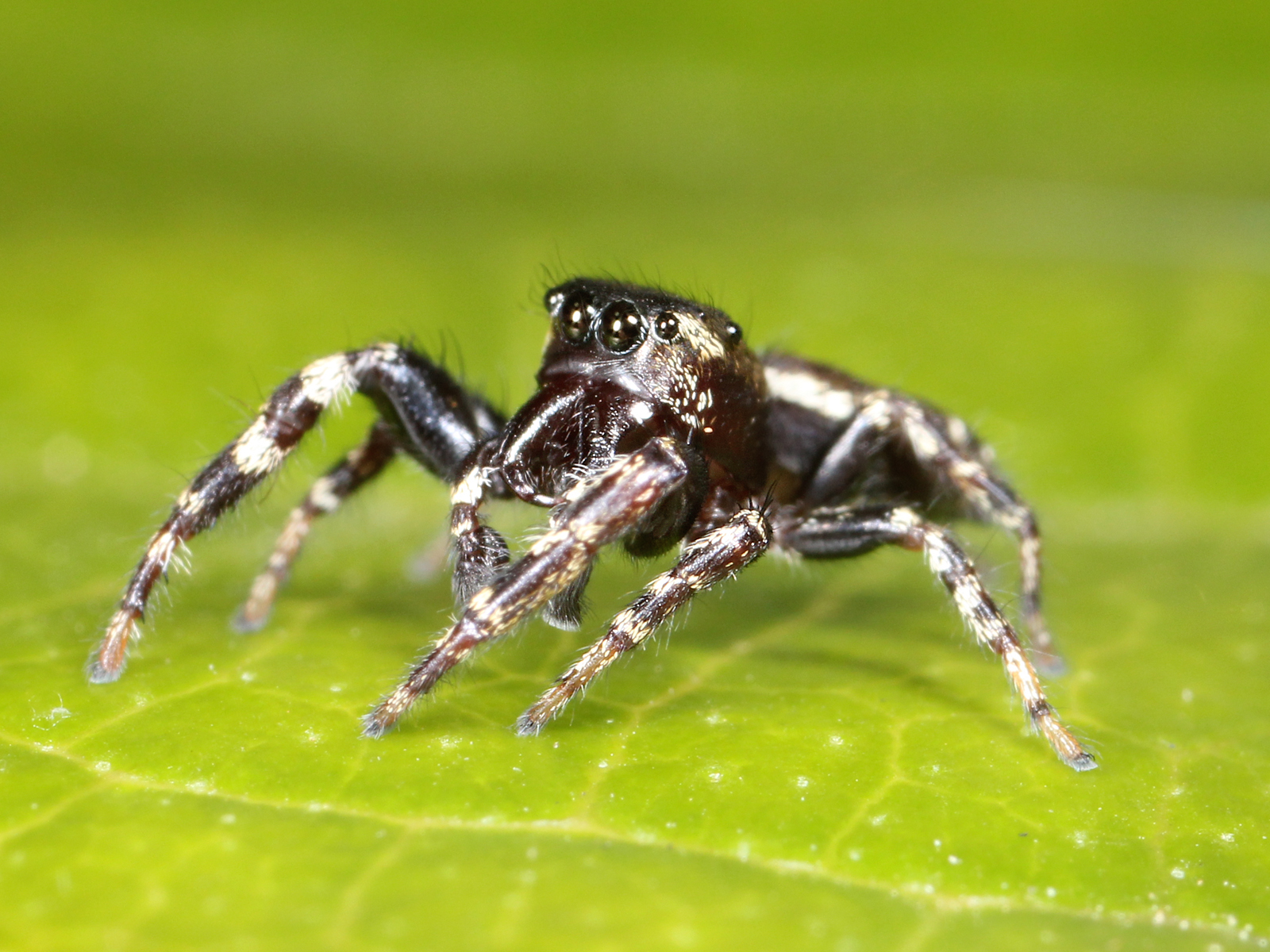
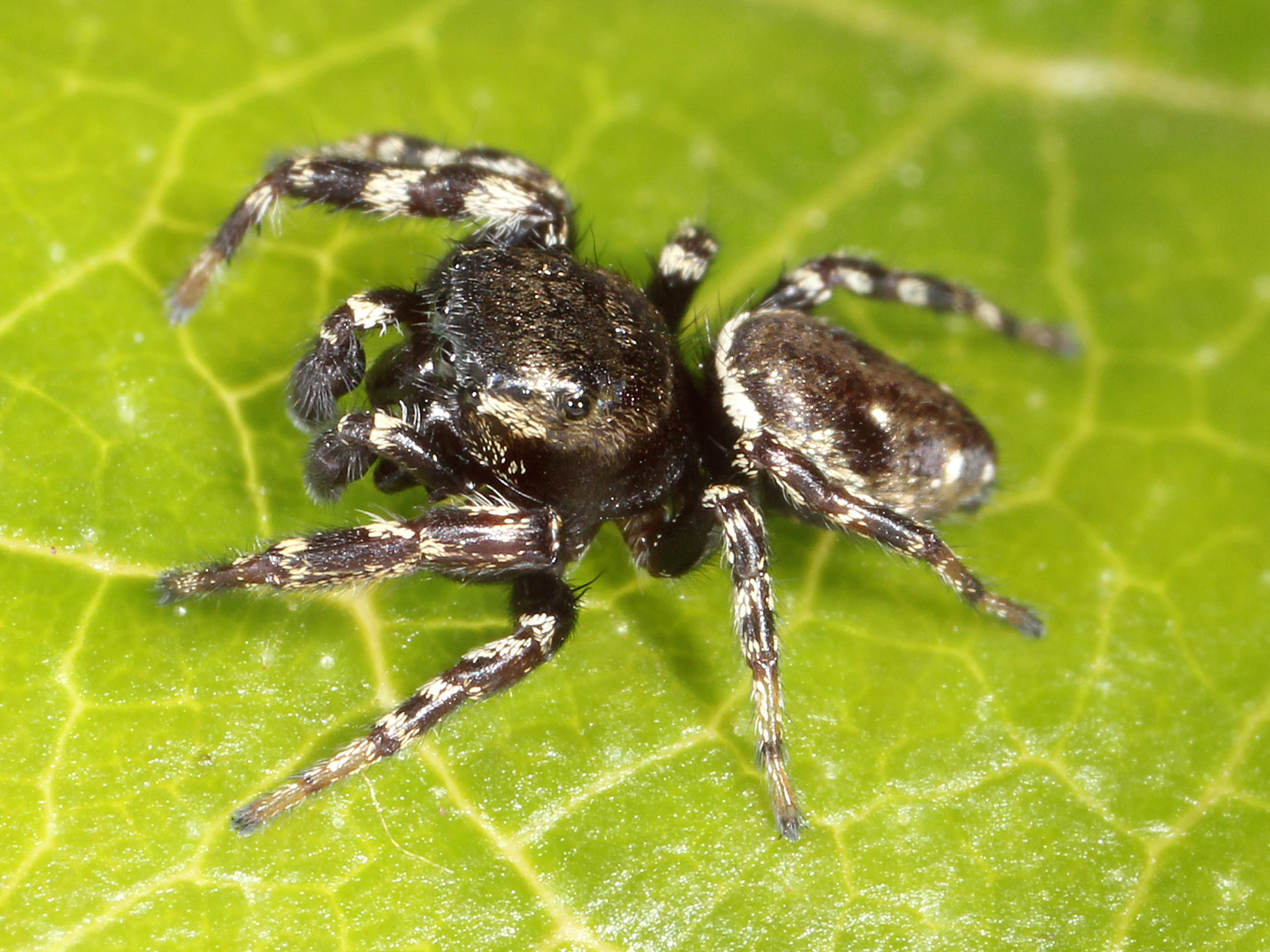